# Билютай (Селенгинский район)
Билюта́й (бур. Бγлюутэ) — село в Селенгинском районе Бурятии. Входит в сельское поселение «Селендума».

## География
Расположено у северного подножия Боргойского хребта на левом, западном, берегу реки Селенги, в 5 км южнее центра сельского поселения — села Селендума. По восточной окраине Билютая, вдоль поймы реки, проходит южная линия Восточно-Сибирской железной дороги Улан-Удэ — Наушки и расположена станция Селендума.

## Население
| 2002 | 2010 |
| ---- | ---- |
| 280  | ↘212 |

## Инфраструктура
Начальная общеобразовательная школа.

## Экономика
Железнодорожная станция, личные подсобные хозяйства.